# التصميم الذكي والعلم
لطالما كانت العلاقة بين التصميم الذكي والعلم علاقةً خلافية. يُقدم التصميم الذكي من قبل مناصريه بصفته علمًا ويزعمون أنه يشكل بديلًا للتطور. أطلق معهد ديسكفري، وهو معهد تفكير سياسي محافظ، ويُعد أبرز المناصرين للتصميم الذكي، حملةً بعنوان «علم الجدل» والتي تدعي أن هناك جدلًا داخل المجتمع العلمي حول التطور. رفض المجتمع العلمي، مع ذلك، التصميم الذكي بصفته شكلًا من الخلقية. لا تُعد الأشكال الأساسية للتطور موضوعًا للجدل في العلم.

## علِّم الجدل
صرحت حركة التصميم الذكي أن هناك نقاش بين العلماء حول ما إذا تطورت الحياة. ضغطت الحركة حول أهمية الاعتراف بوجود مثل هذا النقاش، ساعيةً لإقناع العامّة والسياسيين والقادة الثقافيون لتعليم الجدل في المدارس. في الحقيقة، لا يوجد مثل هذا الجدل في المجتمع العلمي؛ فهناك إجماع علمي أن الحياة تطورت. يُنظر إلى التصميم الذكي بصفته ذريعةً لحملة مناصريه ضد الأساس المادي للعلم بحسب قولهم، والذي يحاججون بأنه لا يترك أي مساحة لاحتمالية وجود الله.

## الخلقية المستجدة
يسعى مناصرو التصميم الذكي من الخلفية المسيحية لإبعاد الله والكتاب المقدس عن النقاش، وتقديم التصميم الذكي بلغة العلم كما لو أنه فرضية علمية. ومع ذلك، يعد الهم الأكبر بين قسم كبير من العامّة الأمريكيين إذا كانت البيولوجيا التطورية التقليدية متوافقة مع الإيمان بالله ومع الكتاب المقدس، وكيف تُدرَّس في المدارس. أفردت وسائل الإعلام تغطية واسعة للجدل الشعبي في الولايات المتحدة، لا سيما خلال محاكمة قضية كيتسميلر ضد دوفر
```
في أواخر عام 2005 بعد ما أعرب الرئيس الأمريكي 
جورج دبليو بوش
 دعمه لتدريس 
التصميم الذكي
 إلى جانب 
التطور
 في أغسطس 2005. استجابةً لتصريح الرئيس بوش، أجرت 
مجلة تايم
 تحقيقًا رئيسيًا على غلافها مؤلف من 8 صفحات حول حروب التطور تختبر فيه قضية تدريس التصميم الذكي في الصفوف. أظهر غلاف المجلة محاكاة ساخرة 
للوحة خلق آدم
 من 
كنيسة سيستينا
.
[
9
]
[
10
]
 بدلًا من الإشارة لآدم، يشير الرب في لوحة مايكل أنجلو إلى صورة شمبانزي يتفكر في كتابة تقول: «يثير الدفع لتدريس التصميم الذكي سؤالًا: هل يملك الله أي مكان في درس علمي؟».
[
11
]
 في قضية كيتزميلر ضد دوفر، حكمت المحكمة أن التصميم الذكي هو موقف ديني وخلقي، ووجدت أن كل من الله والتصميم والذكي متميزان عن المادة التي يجب تغطيتها في درس العلوم.
[
12
]
```

## العلم الإيماني
يستخدم العلم التجريبي الطريقة العلمية لإنشاء معرفة استدلالية مبنية على الملاحظة والاختبارات المتكررة للفرضيات والنظريات. يسعى مناصرو التصميم الذكي لتغيير هذه الأساسات الجوهرية للعلم من خلال إلغاء الطبيعية المنهجية من العلم واستبدالها بما يُطلق عليه قائد حركة التصميم الذكي فيليب إي. جونسون الواقعية الإيمانية. أطلق البعض على هذه المقاربة اسم المنهجية فوق الطبيعية، والتي تعني الإيمان بعد متعال غير طبيعي للواقع يسكنه إله متعالٍ غير طبيعي. حاجج مناصرو التصميم الذكي أن التفسيرات الطبيعية فشلت في تفسير ظواهر معينة وأن التفسيرات الخارقة للطبيعة توفر تفسيرًا حدسيًا وبسيطًا جدًا لأصول الحياة والكون. يقول المناصرون أن الدليل موجود في أشكال التعقيد غير القابل للاختزال والتعقيد المحدد التي لا يمكن تفسيرها من خلال العمليات الطبيعية. وأكدوا أيضًا أن الحيادية الدينية تتطلب تعليم كل من التصميم الذكي والتطور في المدارس، قائلين إن تعليم التطور بصورة غير عادلة يميز أولئك الذين يحملون معتقدات خلقية. وقد حاججوا بأن تعليم كل من التطور والتصميم الذكي، يسمح باحتمالية الإيمان الديني، دون أن يسبب ذلك ترويج الدولة لتلك المعتقدات. يعتقد معظم أتباع التصميم الذكي أن العلموية هي ذاتها دين يروج للعلمانية والمادية في محاولة لمحو الإيمان من الحياة العامة، ويرون عملهم في الترويج للتصميم الذكي كطريقة لإعادة الدين لدور مركزي في التعليم والمناخ العام. يزعم البعض أن هذا النقاش الكبير يُعد غالبًا نصًا فرعيًا للجدالات المعقودة حول التصميم الذكي، رغم إشارة الآخرين إلى أن التصميم الذكي يشغل عمل الوكيل الفعال للاعتقادات الدينية لمناصري التصميم الذكي البارزين في جهودهم لتقديم ودهة نزرهم الدينية داخل المجتمع.
حاجج البعض بأن الطبيعية المنهجية ليست افتراضًا علميًا، ولكنها نتيجة للعلم: إن تفسير الله هو الأقل اقتصادًا، وبالتالي وفقًا لنصل أوكام، لا يمكن أن يكون تفسيرًا علميًا.
لم يقدم التصميم الذكي حالة علمية ذات مصداقية، ليحل محل الدعم العام للبحث العلمي. إذا كانت الحجة لإعطاء وقت متساوٍ لجميع النظريات تُمارس بالفعل، فلن يكون هناك حد منطقي لعدد النظريات الخارقة التي لا تتوافق مع بعضها البعض فيما يتعلق بأصول وتنوع الحياة التي ستُدرس في نظام المدارس العامة، بما في ذلك المحاكاة الساخرة للتصميم الذكي نظرية وحش السباغيتي الطائر؛ لا يوفر التصميم الذكي آلية للتمييز فيما بينها. على سبيل المثال، ذكر فيلسوف البيولوجيا إليوت سوبير أن التصميم الذكي لا يمكن دحضه لأن مناصريه لديهم دائمًا مخرج. يعترف مؤيد التصميم الذكي مايكل بيهي: «لا يمكنك إثبات التصميم الذكي بالتجربة».
قورن الاستدلال القائل بأن المصمم الذكي خلق الحياة على الأرض، والذي يقول المناصر ويليام ديمبسكي إنها قد تكون بصورة بديلة قوة حياة فضائية، بالادعاء المسبق أن الفضائيين ساعدوا المصريين القدماء في بناء الأهرامات. في كلتا الحالتين، فإن تأثير ذلك الذكاء الخارجي غير قابل للإعادة أو الملاحظة أو الدحض، ويخرق مبدأ الاقتصاد. من وجهة نظر تجريبية صارمة، يمكن للمرء تعداد ما هو معروف عن تقنيات البناء المصرية، ولكن على المرء الاعتراف بالجهل حول كيفية بناء المصريين للأهرامات.

## التواصل بين الأديان
تواصل داعمو التصميم الذكي مع مجموعات دينية أخرى لهم اعتبارات مشابهة حول الخلق مع الأمل أن هذا التحالف الواسع سيكون له تأثير أعظم في دعم التعليم العلمي الذي لا يتعارض مع رؤاهم الدينية. استجاب العديد من الكيانات الدينية للتعبير عن دعمهم للتطور. صرحت الكنيسة الرومانية الكاثوليكية أن الإيمان الديني متوافق تمامًا مع العلم، والذي يُحد بالتعامل فقط مع العالم الطبيعي، وهو موقف وُصف بمصطلح التطور الإيماني. بينما رفض البعض في الكنيسة الرومانية الكاثوليكية التصميم الذكي لأسباب فلسفية ولاهوتية عديدة، أعرب آخرون، مثل كريستوف شونبورن، مطران فيينا، دعمهم له. قوبلت محاججات التصميم الذكي مباشرةً من قبل عشرة آلاف رجل دين، الذين وقعوا مشروع رسالة رجال الدين. كان العلماء البارزون الذين يعبرون بقوة عن إيمان ديني، مثل عالم الفلك جورج كوين وعالم البيولوجيا كين ميلر، في خط المواجهة الأول لمعارضة التصميم الذكي. بينما رحبت منظمات تناصر الخلقية بدعم التصميم الذكي ضد الطبيعية، فقد انتقدوا رفضها للاعتراف بالمصمم، وأشاروا إلى فشل سابق لذات الحجة.
انتقد الحاخام ناتان سليفكين دعاة التصميم الذكي على أنهم يقدمون منظورًا يكون الله فيه خطرًا على الدين. يؤكد أن الذين يروجون لهذا المفهوم على أنه موازٍ للدين لا يفهمونه حقًا. ينتقد سليفكين مناصري التصميم الذكي لتدريس رؤيتهم في فصول علم الأحياء، متسائلاً لماذا لا يدعي أحد أنه يجب تعليم يد الله في فصول علمانية أخرى، مثل التاريخ أو الفيزياء أو الجيولوجيا. يؤكد سليفكين أيضًا أن حركة التصميم الذكي تهتم بشكل غير عادي بتصوير الله على أنه مسيطر عندما يتعلق الأمر بأشياء لا يمكن تفسيرها بسهولة من قبل العلم، ولكن ليس في السيطرة فيما يتعلق بالأشياء التي يمكن تفسيرها بالنظرية العلمية. عبر كينيث ميللر عن وجهة نظر مشابهة لرأي سليفكين: «من الأفضل فهم صراعات حركة التصميم الذكي على أنها إخفاقات مزدوجة صاخبة ومخيبة للآمال، رفضها العلم لأنها لا تتناسب مع الحقائق، وقد فشلت في الدين لأنهم لا يفكرون إلا قليلًا جدًا عن الله.»
لدى التصميم الذكي أيضًا دعاة من وجهة نظر إسلامية يعتقدون أنه في حين أن الحياة قد تطورت على مراحل بمرور الوقت، فإن البشر خلقوا بشكل فريد من قبل الله ولم يتطوروا من سلفنا المشترك مع القرود. يقال إن الإنسانية نشأت من آدم وحواء.

## تحديد العلم
العلم مشروع منهجي يبني وينظم المعرفة في شكل تفسيرات وتنبؤات قابلة للاختبار عن العالم. ما تزال الحدود بين ما يعتبر وما لا يعتبر علمًا، والمعروفة باسم مشكلة ترسيم الحدود، موضع جدل بين فلاسفة العلم والعلماء في مختلف المجالات.
صرحت الأكاديمية الوطنية الأمريكية للعلوم أن الخلقية والتصميم الذكي والادعاءات الأخرى حول التدخل الخارق في أصل الحياة أو الأنواع ليست علمًا لأنها غير قابلة للاختبار بواسطة أساليب العلم. وصفتها جمعية معلمي العلوم الوطنية الأمريكية والجمعية الأمريكية لتقدم العلوم بأنها علوم زائفة. أجمع آخرون في المجتمع العلمي على ذلك، وأطلق عليها البعض علمًا غير مرغوب فيه. لكي نعتبر نظرية ما على أنها علمية، يجب أن تحقق:
- متسقة.
- مُقتصدة (تقتصد في اقتراحاتها وشروحها).
- نافعة (تصف وتفسر الظواهر المرصودة، ويمكن استخدامها بطريقة تنبؤية).
- قابلة للاختبار التجريبي وقابلة للدحض (يمكن تأكيدها أو رفضها بالتجربة والملاحظة).
- مبنية على ملاحظات متعددة (غالبًا بشكل التجارب المتحكم بها والمتكررة).
- يمكن تصحيحها وديناميكية (يمكن تعديلها في ضوء الملاحظات التي لا تدعمها).
- تقدمية (تنقح النظريات السابقة).
- شرطية أو مؤقتة (مفتوحة على التدقيق التجريبي، ولا تؤكد اليقينية).

لكي تعتبر أي نظرية أو فرضية أو تخمين علميًا، يجب أن تحقق معظم، وفي الحالة المثالية كل، تلك المعايير. كلما كان المعايير المحققة أقل، قل اعتبار الفرضية علمية؛ إذا حققت بعض أو لم تحقق أي من المعايير، لا يمكن اعتبار الفرضية علمية بأي معنى مفيد للكلمة. إن الاعتراضات المثالية لاعتبار التصميم الذكي علميًا هي: أنها تفتقر للاتساق، وتخرق مبدأ الاقتصاد، وليست مفيدة علميًا، ولا يمكن دحضها، وغير قابلة للاختبار التجريبي، ولا يمكن تصحيحها، وليست ديناميكية أو تقدمية أو شرطية.
يقول النقاد أيضًا أن مبدأ التصميم الذكي لا يفي بمعيار دوبرت، وهو معيار الأدلة العلمية التي تفرضها المحكمة العليا الأمريكية. يحكم معيار دوبرت أي الأدلة يمكن اعتبارها علمية في المحاكم الفيدرالية للولايات المتحدة ومعظم محاكم الولايات. معاييره الأربعة هي:
- يجب أن تسفر الأسس النظرية للطرق عن توقعات قابلة للاختبار يمكن من خلالها دحض النظرية.
- يفضل أن تُنشر الطرق في مجلة تُراجع من قبل الأقران.
- يجب أن يكون هناك معدل خطأ معروف يمكن استخدامه في تقييم النتائج.
- يجب قبول الطرق بشكل عام داخل المجتمع العلمي المعني.

في قضية كيتزميلر ضد مدرسة مقاطعة دوفر، باستخدام هذه المعايير وغيرها المذكورة أعلاه، حكم القاضي جونز: «عالجنا السؤال الأساسي حول ما إذا كان التصميم الذكي علمًا أم لا. وخلصنا إلى أنه ليس علمًا، وعلاوةً على ذلك لا يمكن فصل التصميم الذكي عن أسلافه الخلقيين، وبالتالي الدينيين».
في محاكمة كيتزميلر، وصف الفيلسوف روبرت ت. بينوك نهجًا شائعًا لتمييز العلم عن غير العلم على أنه فحص امتثال النظرية للطبيعية المنهجية، وهي الطريقة الأساسية في العلم للبحث عن تفسيرات طبيعية دون افتراض وجود أو عدم وجود أمر خارق للطبيعة. ينتقد أنصار التصميم الذكي هذه الطريقة ويجادلون بأن العلم، إذا كان هدفه اكتشاف الحقيقة، يجب أن يكون قادرًا على قبول التفسيرات الخارقة للطبيعة المدعومة بشكل واضح. بالإضافة إلى ذلك، يجادل فيلسوف العلوم لاري لودان وعالم الكونيات شون كارول ضد أي معايير مسبقة لتمييز العلم عن العلوم الزائفة. يذكر لودان، وكذلك الفيلسوفة باربرا فورست، أنه يجب أولًا فحص محتوى الفرضية لتحديد قدرتها على حل المشكلات التجريبية. وبالتالي فإن الطبيعية المنهجية هي معيار خلفي بسبب قدرتها على تحقيق نتائج متسقة.